# José Carlos Mauricio
José Carlos Mauricio Rodríguez (Gáldar, Gran Canaria, 4 de noviembre de 1941) es un político español, exdirigente del Partido Comunista en las Islas Canarias antes de su legalización en 1977.

## Biografía
Licenciado en periodismo, en los años 70 militaría en el Partido Comunista, siendo Consejero de Comercio de la Junta preautonómica de Canarias en 1978, aunque durante los años de la transición política española su actitud política evolucionaría hacia el denominado nacionalismo canario.
En 1991 fundó el partido Iniciativa Canaria (ICAN), formación nacionalista de izquierdas que en 1993 se integró en el también partido nacionalista Coalición Canaria.
Mauricio fue concejal en el Ayuntamiento de Las Palmas de Gran Canaria desde 1983 hasta 1995, año en que el Partido Popular de José Manuel Soria López obtendría la mayoría absoluta en la corporación municipal tras una serie de descalabros políticos realizados por los anteriores gobiernos municipales.
Ha sido Diputado en el Congreso de los Diputados del Parlamento español (1996-2003).
También ha sido Consejero de Economía y Hacienda de Canarias entre 2003 y 2007, siendo Presidente de Canarias el también nacionalista Adán Martín Menis
En 2007 fue el candidato de Coalición Canaria a la alcaldía de Las Palmas de Gran Canaria.

### HISTÓRICO DE CARGOS EN EL CONGRESO DE LOS DIPUTADOS
Vocal Diputación Permanente desde el 21/06/2000 al 14/07/2003
Portavoz Titular Junta de Portavoces desde el 17/04/2000 al 14/07/2003
Portavoz Comisión Constitucional desde el 08/09/2000 al 14/07/2003
Portavoz Comisión de Economía y Hacienda desde el 11/05/2000 al 14/07/2003
Portavoz Comisión de Presupuestos desde el 10/05/2000 al 14/07/2003
Portavoz Comisión de Reglamento desde el 10/05/2000 al 14/07/2003
Portavoz Comisión de Control Parlamentario de RTVE desde el 10/05/2000 al 14/07/2003
Vocal Comisión Consultiva de Nombramientos desde el 13/06/2000 al 14/07/2003
Vocal Suplente Comisión de Investigación sobre Gescartera desde el 07/09/2001 al 15/11/2001
Vocal Comisión Mixta para la Unión Europea desde el 23/05/2000 al 24/05/2000
Portavoz Comisión no permanente para la valoración de los resultados obtenidos por la aplicación de las recomendaciones del Pacto de Toledo desde el 14/06/2000 al 14/07/2003
Vocal Comisión no Permanente para la difusión y conmemoración de la transición española y para el análisis de lo que supuso para España el exilio derivado de la guerra civil. desde el 27/09/2000 al 14/07/2003
Vocal Subcomisión para impulsar el estatuto de la microempresa, del trabajador autónomo y del emprendedor (154/3). desde el 13/12/2000 al 20/06/2002
Vocal Subcomisión para el seguimiento de los procesos de privatización y reconversión de las empresas pertenecientes al sector público (154/4) desde el 13/12/2000 al 27/06/2002
Vocal Subcomisión para el seguimiento de las infraestructuras energéticas (154/12) desde el 07/03/2002 al 26/06/2002
Vocal Subcomisión para el seguimiento de los procesos de privatización y reconversión de las empresas pertenecientes al sector público (154/13). desde el 04/03/2003 al 14/07/2003
Ponente Ponencia del Proyecto de Ley Orgánica de reforma de la Ley Orgánica 4/2000, de 11 de enero, sobre derechos y libertades de los extranjeros en España y su integración social (121/12). desde el 26/10/2000 al 26/10/2002
Ponente Ponencia del Proyecto de Ley de Fundaciones (121/105). desde el 30/10/2002 al 30/10/2002
Ponente Ponencia de la Proposición de Ley Orgánica para la garantía de la democracia en los Ayuntamientos y la seguridad de los Concejales (122/248). desde el 04/12/2002 al 04/12/2002
Ponente Ponencia del Proyecto de Ley por la que se aprueban medidas fiscales urgentes de estímulo al ahorro familiar y a la pequeña y mediana empresa (procedente del Real Decreto-Ley 3/2000, de 23 de junio) (121/4). desde el 04/10/2000 al 04/10/2000
Ponente Ponencia del Proyecto de Ley por la que se autoriza la participación de España en la ampliación selectiva de capital del Banco Internacional de Reconstrucción y Desarrollo(121/8). desde el 04/10/2000 al 04/10/2000
Ponente Ponencia del Proyecto de Ley por la que se autoriza la participación del Reino de España en la 8ª reposición de recursos del Fondo Africano de Desarrollo (121/9). desde el 04/10/2000 al 04/10/2000
Ponente Ponencia del Proyecto de Ley por la que se autoriza la participación del Reino de España en la 12.ª reposición de recursos de la Asociación Internacional de Fomento (121/10). desde el 04/10/2000 al 04/10/2000
Ponente Ponencia del Proyecto de Ley de Medidas Fiscales, Administrativas y del Orden Social (121/17). desde el 31/10/2000 al 31/10/2000
Ponente Ponencia del Proyecto de Ley por el que se modifica la Disposición Transitoria Sexta de la Ley 54/1997, de 27 de noviembre, del Sector Eléctrico y determinados artículos de la Ley 16/1989, de 17 de julio, de Defensa de la Competencia (procedente del Real Decreto-Ley 2/2001, de 2 de febrero)(121/32). desde el 18/04/2001 al 18/04/2001
Ponente Ponencia Informe anual del Consejo de Seguridad Nuclear correspondiente al año 1999 (401/1). desde el 24/04/2001 al 27/09/2001
Ponente Ponencia del Proyecto de Ley General de Estabilidad Presupuestaria (121/29). desde el 06/09/2001 al 13/09/2001
Ponente Ponencia del Proyecto de Ley Orgánica complementaria a la Ley General de Estabilidad Presupuestaria (121/30). desde el 06/09/2001 al 13/09/2001
Ponente Ponencia del Proyecto de Ley Orgánica de modificación de la Ley Orgánica de financiación de las Comunidades Autónomas (121/48). desde el 31/10/2001 al 31/10/2001
Ponente Ponencia del Proyecto de Ley por la que se regulan las medidas fiscales y administrativas del nuevo sistema de financiación de las Comunidades Autónomas de régimen común y ciudades con Estatuto de Autonomía (121/49). desde el 31/10/2001 al 31/10/2001
Ponente Ponencia del Proyecto de Ley de medidas fiscales, administrativas y del orden social (121/50). desde el 31/10/2001 al 31/10/2001
Ponente Ponencia del Proyecto de Ley de coordinación de las competencias del Estado y las Comunidades Autónomas en materia de defensa de la competencia (121/40). desde el 06/11/2001 al 06/11/2001
Ponente Ponencia Proyecto de Ley del régimen de cesión de tributos del Estado a la Comunidad Autónoma de las Islas Baleares y de fijación del alcance y condiciones de dicha cesión (121/88). desde el 21/05/2002 al 21/05/2002
Ponente Ponencia Proyecto de Ley del régimen de cesión de tributos del Estado a la Comunidad de Madrid y de fijación del alcance y condiciones de dicha cesión (121/89). desde el 21/05/2002 al 21/05/2002
Ponente Ponencia Proyecto de Ley del régimen de cesión de tributos del Estado a la Comunidad Autónoma de Castilla y León y de fijación del alcance y condiciones de dicha cesión (121/90). desde el 21/05/2002 al 21/05/2002
Ponente Ponencia Proyecto de Ley de medidas de reforma del sistema financiero (121/69). desde el 22/05/2002 al 22/05/2002
Ponente Ponencia Informe anual del Consejo de Seguridad Nuclear correspondiente al año 2001 (401/3). desde el 10/09/2002 al 08/10/2002
Ponente Ponencia del Proyecto de Ley de reforma parcial del Impuesto sobre la Renta de las Personas Físicas y por la que se modifican las Leyes de los Impuestos sobre Sociedades y sobre la Renta de no Residentes (121/96). desde el 11/09/2002 al 18/09/2002
Ponente Ponencia del Proyecto de Ley de Reforma de la Ley 7/1996, de 15 de enero, de ordenación del comercio minorista para la transposición al ordenamiento jurídico español de la Directiva 97/7/CE, en materia de contratos a distancia y para la adaptación de la Ley a diversas Directivas Comunitarias (121/97). desde el 16/10/2002 al 16/10/2002
Ponente Ponencia del Proyecto de Ley de régimen fiscal de las entidades sin fines lucrativos y de los incentivos fiscales al mecenazgo (121/106). desde el 22/10/2002 al 22/10/2002
Ponente Ponencia del Proyecto de Ley de medidas fiscales, administrativas y del orden social (121/112). desde el 31/10/2002 al 31/10/2002
Ponente Ponencia del Proyecto de Ley de reforma de la Ley 39/1988, de 28 de diciembre, Reguladora de las Haciendas Locales (121/113). desde el 07/11/2002 al 07/11/2002